# 新三郷駅

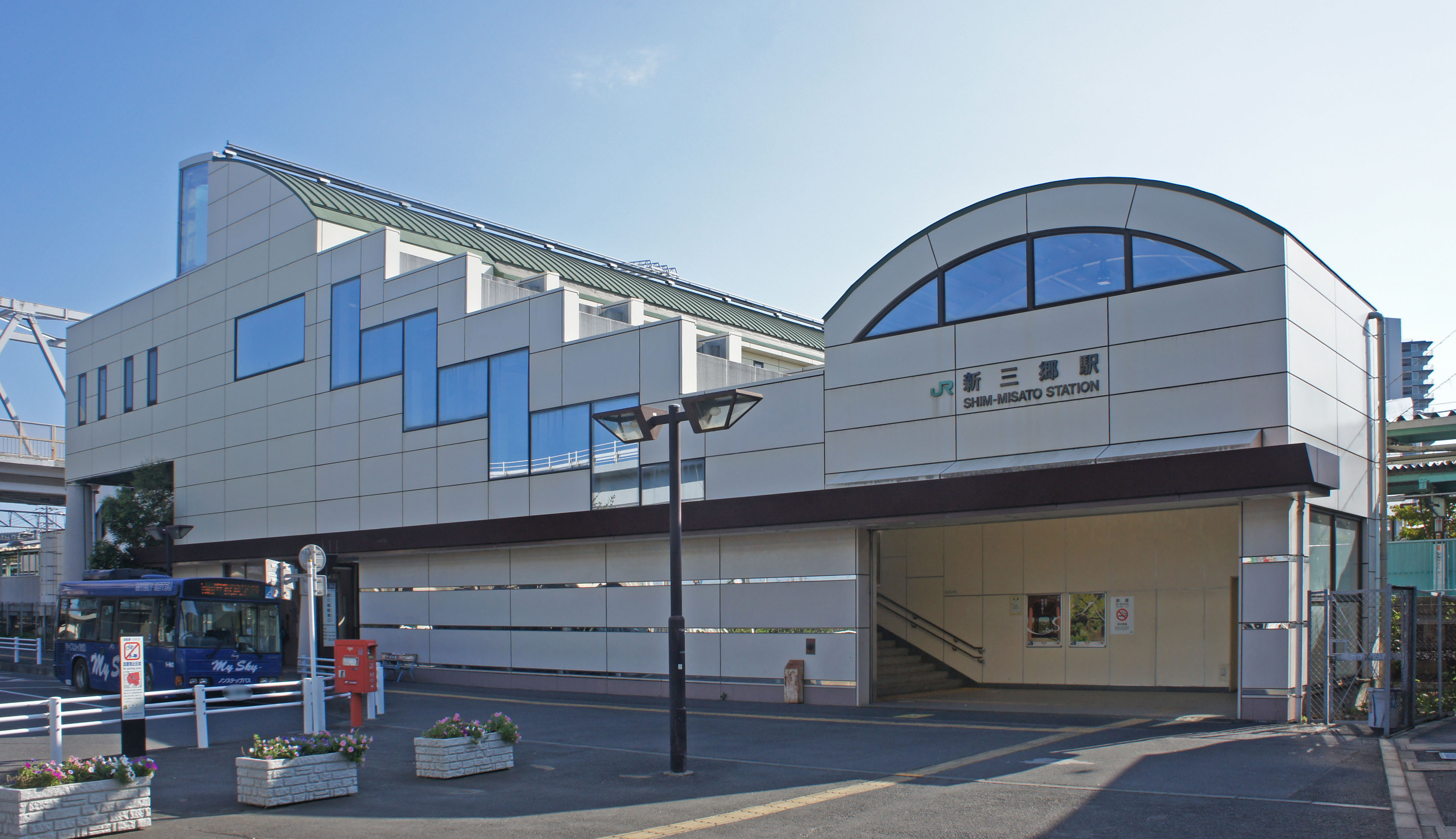
東口（2019年9月）

新三郷駅（しんみさとえき）は、埼玉県三郷市新三郷ららシティ二丁目にある、東日本旅客鉄道（JR東日本）武蔵野線の駅である。駅番号はJM 18。

## 歴史

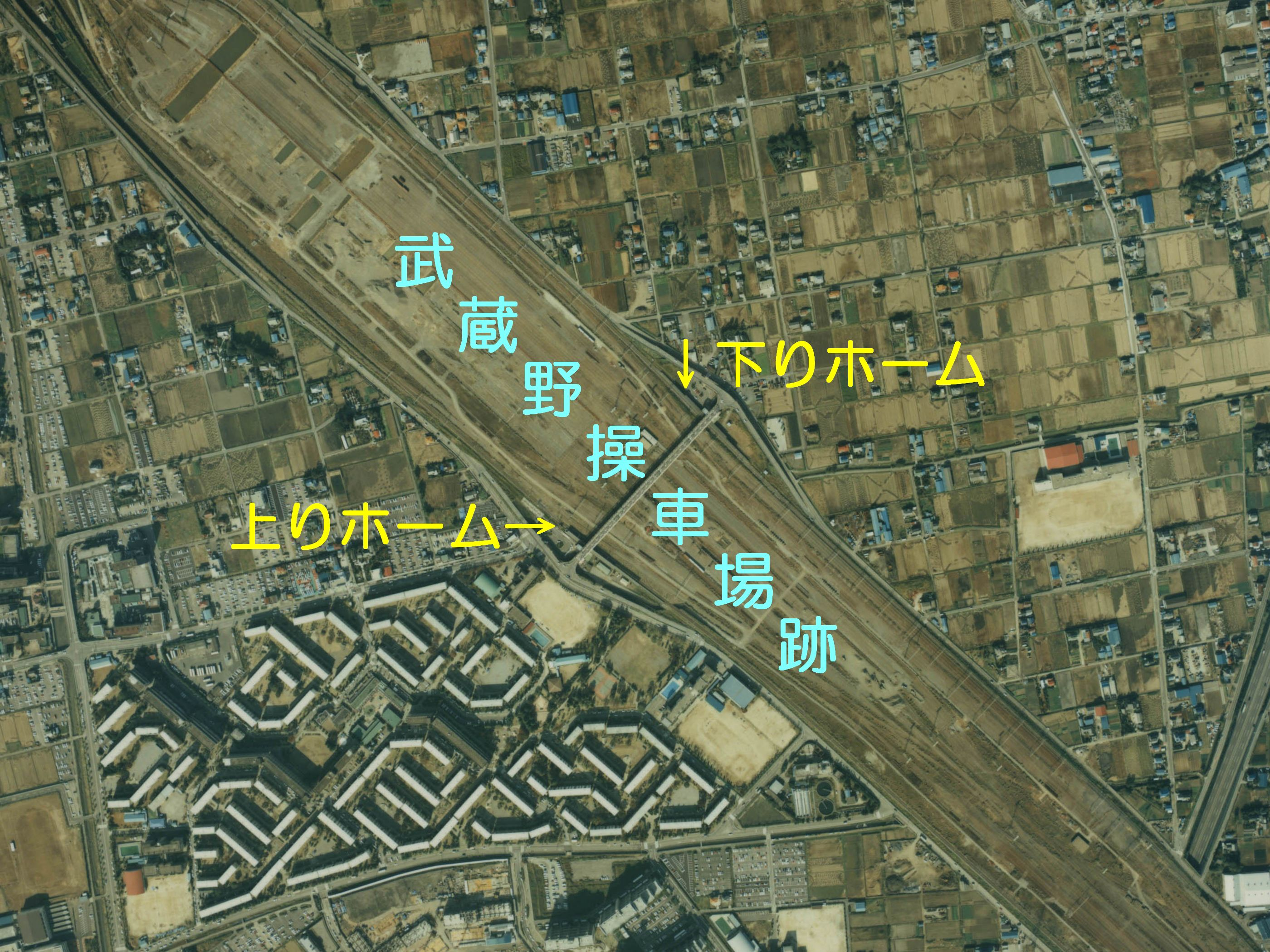
1989年頃の新三郷駅。間に武蔵野操車場があるため、上下のホームが極端に離れていた。

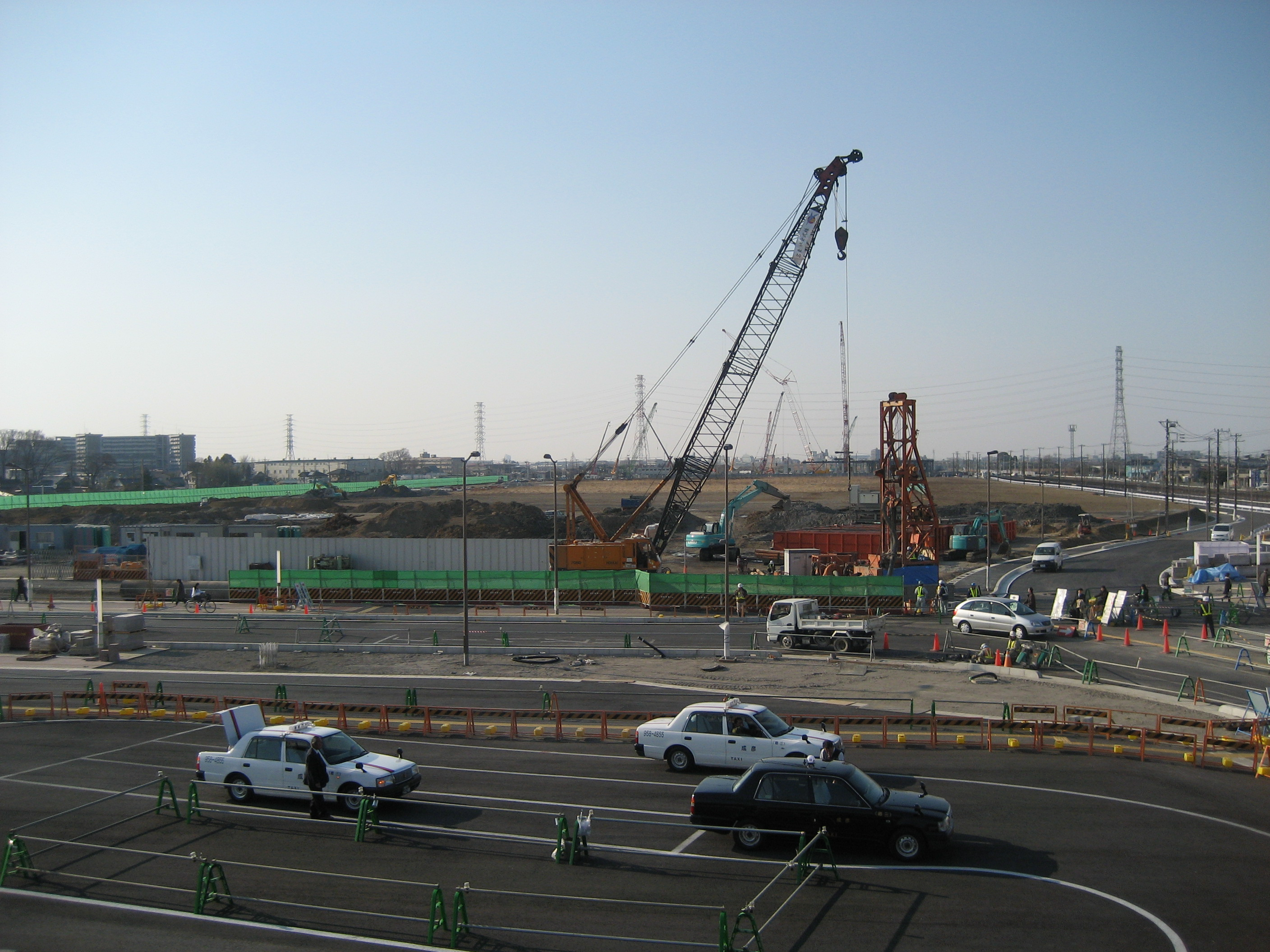
開発中の駅前（西口）
（2008年3月）

- 1985年（昭和60年）3月14日：国鉄の駅として開業[3]。
  - 開業当初は武蔵野操車場を挟む形で上下線のプラットホームが360メートル離れて設置され[4][注釈 1]、ギネス世界記録に「世界一ホームが離れている駅」として認定されていた[4][注釈 2]。改札口も上下線で別々にあり、ホーム中央に跨線橋が架けられていた。なお、武蔵野操車場は既に1984年に機能停止しており、1986年に正式に廃止された。
- 1987年（昭和62年）4月1日：国鉄分割民営化に伴い、東日本旅客鉄道（JR東日本）の駅となる[3]。
- 1999年（平成11年）3月20日：上下線が下り線（西船橋行方面）側に統合されて橋上駅舎化、改札口が統合される[2]。
- 2001年（平成13年）11月18日：ICカード「Suica」の利用が可能となる[広報 1]。
- 2007年（平成19年）
  - 9月10日：定期券券売機営業終了。
  - 9月11日：指定席券売機を導入。
  - 10月31日：みどりの窓口の営業を終了。
- 2008年（平成20年）
  - 日付不明：駅リニューアル（ホーム両端の屋根の新設、駅舎壁・床などのリニューアル、自動精算機・自動改札機の増設など）・駅西口開発工事完了。
  - 10月1日：駅住所を「半田1129番地」から「新三郷ららシティ二丁目4番1号」に変更（町名変更及び住居表示実施）。

## 駅構造
相対式ホーム2面2線を持つ地上駅で、橋上駅舎を有している。前記のように、上下線の位置が違う不便さを解消するため、どちらにホームを寄せるかで、みさと団地・さつき団地の住民（団地に近い上り線に統合を主張）と、操車場跡地の開発をしたい三郷市（有効活用する下り線に統合を主張）とで論争となっていたが、1999年（平成11年）3月20日に上り線（府中本町方面）が下り線側（西船橋方面）に移設され、現在の形態となった。
駅業務はJR東日本ステーションサービスに委託し、吉川美南駅が管理している。早朝・深夜の一部時間帯は無人となる（その場合はインターホンで対応する）。
ららぽーと新三郷の開業による利用者増を見込んで、精算窓口のブース化並びに自動改札機・自動精算機の増設を行い改札口を改良、さらに府中本町方面ホーム側エレベーター横にららぽーと混雑時の臨時出口を設置すると共に、簡易Suica改札機が2台新設された。
トイレは改札内に男女とも1箇所、多機能トイレ併設。自動改札機・指定席券売機、エスカレーター（両番線とも上りのみ）、エレベーターが設置されている。
駅構内には、コインロッカー、自動販売機（Suica対応）、「NEW DAYS」、「STATION BOOTH」が設置されている。駅カラーはエメラルド。

### のりば
| 番線 | 路線     | 方向 | 行先                           |
| ---- | -------- | ---- | ------------------------------ |
| 1    | 武蔵野線 | 下り | 新松戸・西船橋・東京方面       |
| 2    | 武蔵野線 | 上り | 南浦和・西国分寺・府中本町方面 |

（出典：JR東日本:駅構内図）

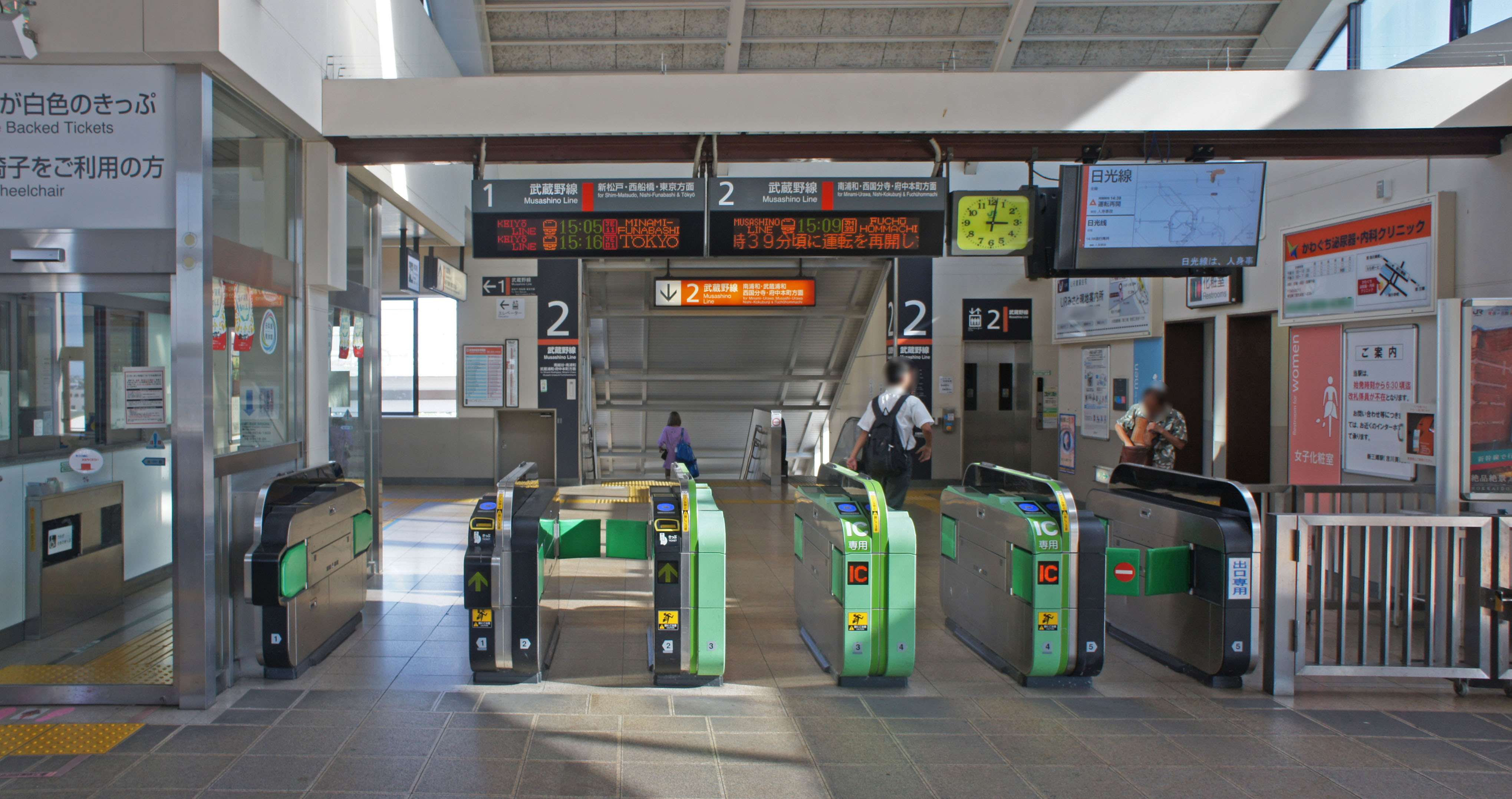
改札口（2019年9月）
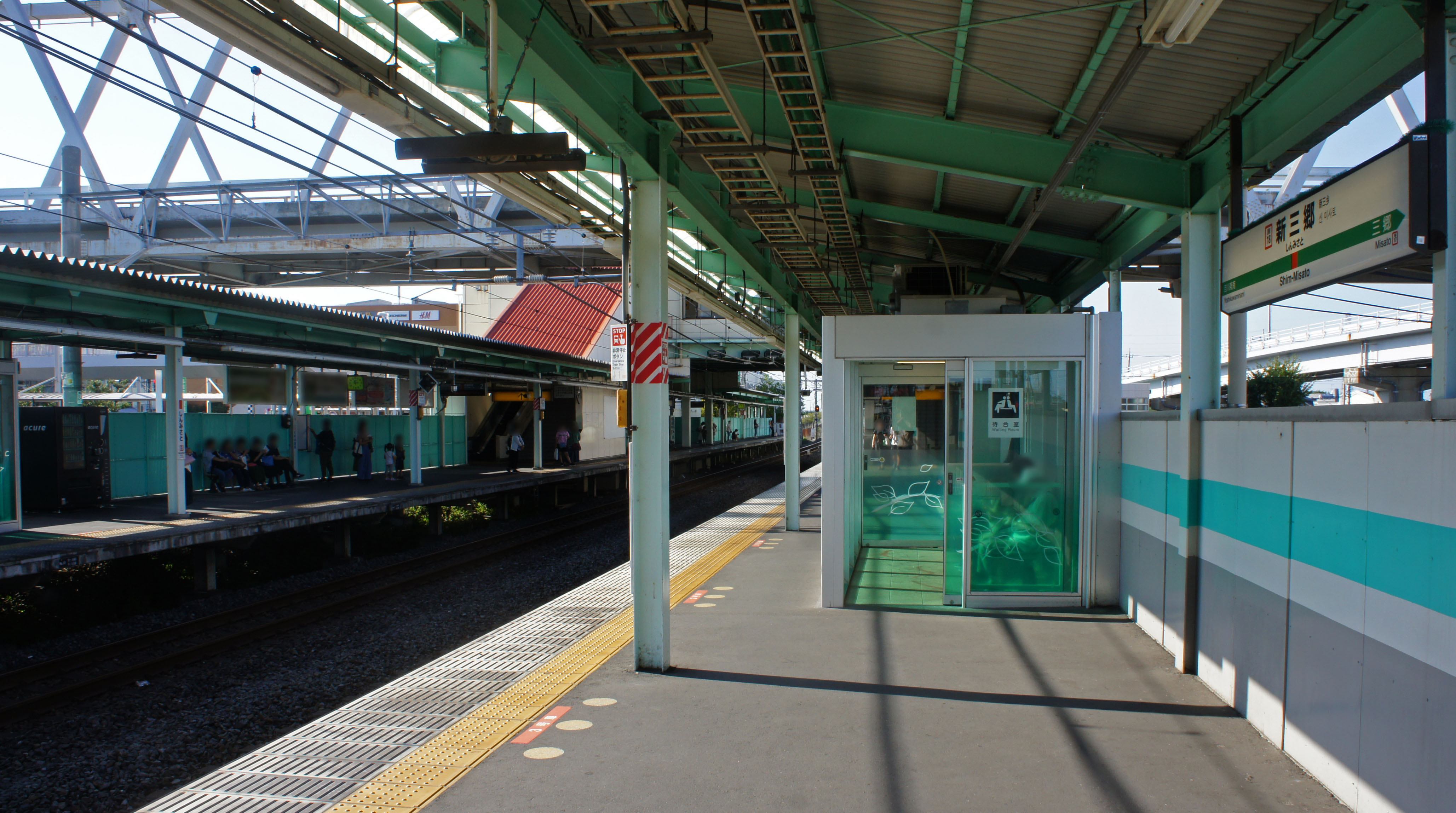
ホーム（2019年9月）

## 利用状況
2023年度（令和5年度）の1日平均乗車人員は13,399人。武蔵野線内26駅中東所沢駅に次いで19位である。
1日平均乗車人員は長らく11,000人台が続いていたが、イケア新三郷がオープンした2008年度（平成20年度）に12,000人を超え、ららぽーと新三郷とコストコホールセールがオープンした2009年度（平成21年度）には16,337人と大幅に増加し、武蔵野線内25駅中14位となった。しかし、吉川美南駅の開業により、2011年度（平成23年度）以降は微減している。
1990年度（平成2年度）以降の1日平均乗車人員の推移は下表のとおりである。年度全体の乗車人員を365（閏日が入る年度は366）で除して一日平均乗車人員を求めており、計算で生じた小数点以下の値は切り捨てているため、定期外と定期の和は必ずしも合計と一致しない。
| 年度               | 1日平均乗車人員 | 1日平均乗車人員 | 1日平均乗車人員 | 出典              |
| 年度               | 定期外          | 定期            | 合計            | 出典              |
| ------------------ | --------------- | --------------- | --------------- | ----------------- |
| 1990年（平成02年） |                 |                 | 9,510           |                   |
| 1991年（平成03年） |                 |                 | 10,329          |                   |
| 1992年（平成04年） |                 |                 | 10,675          |                   |
| 1993年（平成05年） |                 |                 | 10,786          |                   |
| 1994年（平成06年） |                 |                 | 10,795          |                   |
| 1995年（平成07年） |                 |                 | 10,816          |                   |
| 1996年（平成08年） |                 |                 | 10,904          |                   |
| 1997年（平成09年） |                 |                 | 10,716          |                   |
| 1998年（平成10年） |                 |                 | 10,833          |                   |
| 1999年（平成11年） |                 |                 | 11,307          | [ 埼玉県統計 1 ]  |
| 2000年（平成12年） |                 |                 | 11,523          | [ 埼玉県統計 2 ]  |
| 2001年（平成13年） |                 |                 | 11,642          | [ 埼玉県統計 3 ]  |
| 2002年（平成14年） |                 |                 | 11,652          | [ 埼玉県統計 4 ]  |
| 2003年（平成15年） |                 |                 | 11,837          | [ 埼玉県統計 5 ]  |
| 2004年（平成16年） |                 |                 | 11,930          | [ 埼玉県統計 6 ]  |
| 2005年（平成17年） |                 |                 | 11,992          | [ 埼玉県統計 7 ]  |
| 2006年（平成18年） |                 |                 | 11,644          | [ 埼玉県統計 8 ]  |
| 2007年（平成19年） |                 |                 | 11,570          | [ 埼玉県統計 9 ]  |
| 2008年（平成20年） |                 |                 | 12,199          | [ 埼玉県統計 10 ] |
| 2009年（平成21年） |                 |                 | 16,337          | [ 埼玉県統計 11 ] |
| 2010年（平成22年） |                 |                 | 16,504          | [ 埼玉県統計 12 ] |
| 2011年（平成23年） |                 |                 | 16,498          | [ 埼玉県統計 13 ] |
| 2012年（平成24年） | 6,777           | 9,515           | 16,293          | [ 埼玉県統計 14 ] |
| 2013年（平成25年） | 6,846           | 9,442           | 16,289          | [ 埼玉県統計 15 ] |
| 2014年（平成26年） | 6,851           | 9,094           | 15,945          | [ 埼玉県統計 16 ] |
| 2015年（平成27年） | 6,829           | 9,142           | 15,971          | [ 埼玉県統計 17 ] |
| 2016年（平成28年） | 6,644           | 9,057           | 15,702          | [ 埼玉県統計 18 ] |
| 2017年（平成29年） | 6,843           | 9,222           | 16,066          | [ 埼玉県統計 19 ] |
| 2018年（平成30年） | 6,932           | 9,147           | 16,080          | [ 埼玉県統計 20 ] |
| 2019年（令和元年） | 6,578           | 8,923           | 15,502          | [ 埼玉県統計 21 ] |
| 2020年（令和02年） | 4,730           | 7,222           | 11,952          |                   |
| 2021年（令和03年） | 5,434           | 7,282           | 12,716          |                   |
| 2022年（令和04年） | 5,790           | 7,406           | 13,197          |                   |
| 2023年（令和05年） | 6,042           | 7,357           | 13,399          |                   |

## 駅周辺

駅前ロータリー（西口）オブジェ（2008年3月）

みさと団地・さつき平団地（三郷ニュータウン）の最寄り駅である。
かつて駅前周辺に広がっていた武蔵野操車場の跡地では、三井不動産によって住宅や大規模商業施設で構成される「新三郷ららシティ」の開発が2007年11月から開始されている。これに伴い、周辺道路の拡幅や西口駅前広場の改修も進められ、2008年10月23日より新駅前広場が、同年11月5日よりペデストリアンデッキの運用が開始されている。
なお、駅前ロータリーには、この地で生産が盛んであったことと、旧操車場の敷地の形に似ていることから「そら豆」をモチーフとしたオブジェが建てられ、同年3月29日に除幕式が執り行われた。
同年10月1日から地区内循環の新道路開通に伴い、西口駅前ロータリーより左側（IKEA側）一般車用交通広場からは左折のみとなり、IKEA外周より市道采女線に出るようになっている。

### 公共施設
- 吉川警察署 新三郷駅前交番
- 三郷市立桜小学校
- 三郷市立彦成中学校
- 三郷市立早稲田中学校
- 半田運動公園
- 三郷市立瑞沼市民センター
- 三郷市立瑞穂中学校
- 三郷市立瑞木小学校
- 埼玉県企業局新三郷浄水場

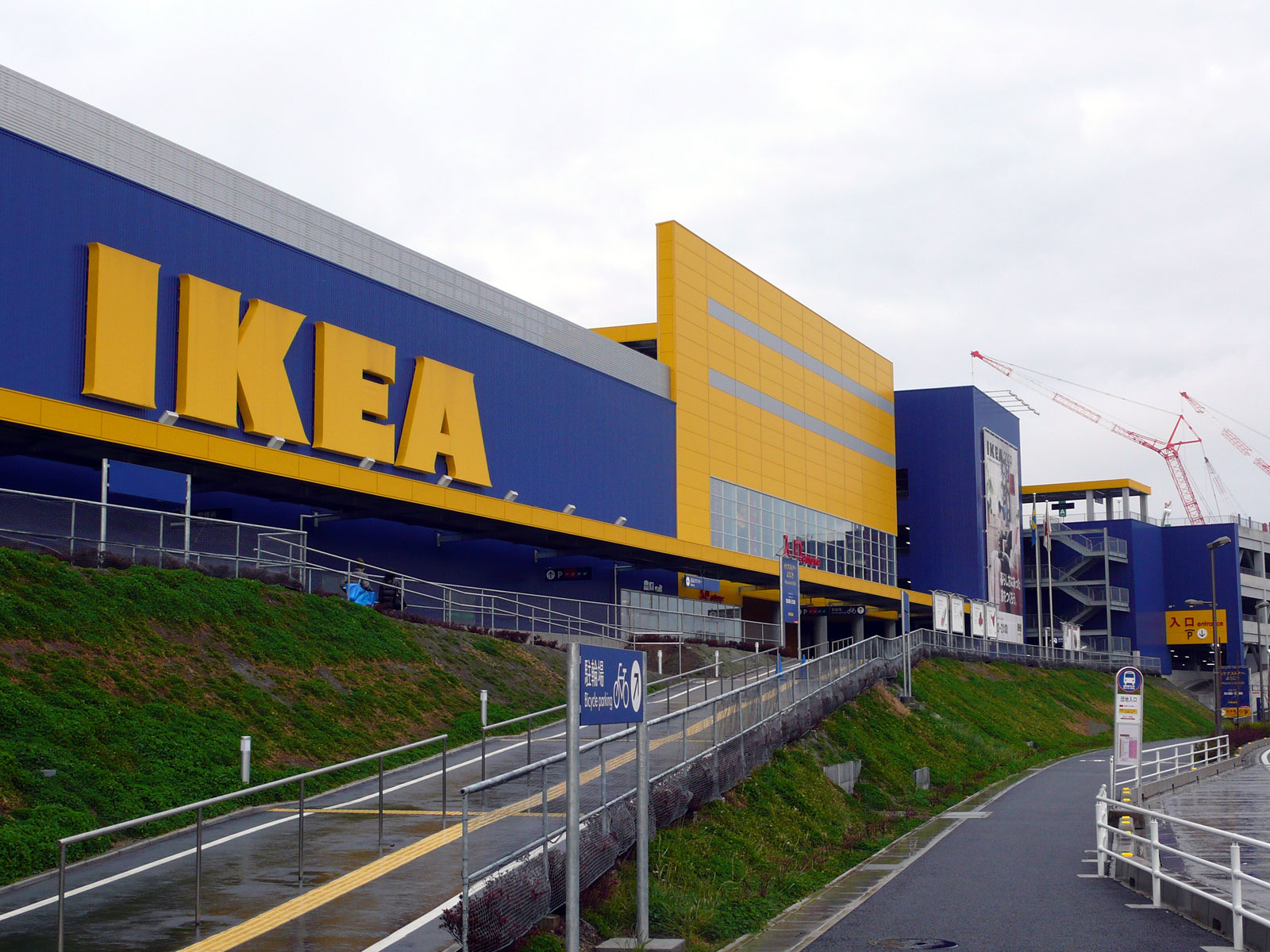
IKEA新三郷

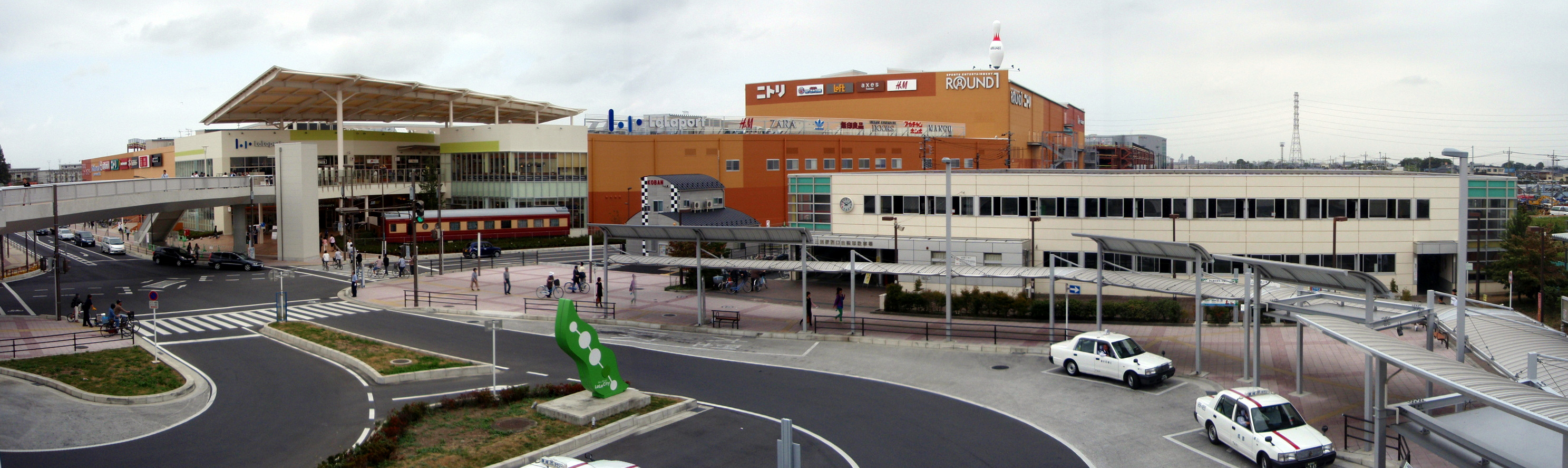
ららぽーと新三郷

- 埼玉県立三郷特別支援学校（旧・埼玉県立三郷養護学校）
- 三郷市立北部図書館
- 三郷市立北公民館・児童館
- 三郷市立立花小学校
- 三郷市立北郷小学校
- 三郷市立彦糸小学校
- 三郷市立彦郷小学校
- 三郷市立彦糸中学校
- 埼玉県立三郷工業技術高等学校
- 三郷市役所 みさと団地出張所
- みさと団地内郵便局
- 三郷さつき郵便局

### 新三郷ららシティ
- 1街区：三菱倉庫 三郷配送センター（大型物流施設[5]）
- 2街区：プロロジスパーク三郷II（大型物流施設。ヤマトロジスティクスが三郷物流サービスセンターとして使用）
- 3街区：コストコホールセール 新三郷倉庫店／ららぽーと新三郷（駅からペデストリアンデッキを通じて連絡している）
- 4街区：スーパースポーツゼビオ[6]（かつてはFOREVER 21が入居していた（2012年4月開店・2019年10月31日閉店））
- 5街区：19階建マンション「パークホームズLaLa新三郷」　2012年7月着工 [7]（三井不動産レジデンシャル）
- 6街区：IKEA新三郷
- 7街区：アサヒセキュリティ 新三郷VEDSセンター／ハウス物流サービス 首都圏オフィス・埼玉営業所
- 8 - 12街区：ファインコートららシティ（三井不動産レジデンシャル、戸建住宅269区画、敷地面積200m2以上・一次販売分完売）

### その他
- MEGAドン・キホーテ 三郷店（専門店：ココペッツタウン、キャン・ドゥ、アミューズぷれいらんど373他）
- 天然温泉めぐみの湯
- イトーヨーカドー
- 東武バスセントラル三郷営業所
- 三愛会総合病院
- UR三郷団地
- さつき平団地

## バス路線
当駅には以下の路線バスが乗り入れている。東武バスセントラル、メートー観光、埼玉観光、マイスカイ交通によって運行され、特に西口バスターミナルには多くのバス路線が発着している。
| のりば             | 運行事業者         | 系統・行先                                      | 備考               |
| 西口バスターミナル | 西口バスターミナル | 西口バスターミナル                              | 西口バスターミナル |
| ------------------ | ------------------ | ----------------------------------------------- | ------------------ |
| 1                  | 東武バスセントラル | - 三07：新三郷北循環 - 三10：吉川美南駅         |                    |
| 2                  | 東武バスセントラル | 金52・金54：金町駅                              |                    |
| 3                  | 東武バスセントラル | 三08：新三郷南循環                              |                    |
| 4                  | メートー観光       | - M1・M1-2・M2：吉川駅南口 - M6：ピアラシティ   |                    |
| 5                  | 埼玉観光           | 彦03：三郷駅南口                                | 土休日のみ運行     |
| 6                  | マイスカイ交通     | M08・M10：三郷中央駅                            |                    |
| 東口               |                    |                                                 |                    |
| －                 | マイスカイ交通     | - M02：三郷駅北口・三郷中央駅 - M31：三郷駅北口 |                    |

## 隣の駅
東日本旅客鉄道（JR東日本）
 武蔵野線
三郷駅 (JM 17) - 新三郷駅 (JM 18) - 吉川美南駅 (JM 19)

### 記事本文